# Hannah Kearney
Hannah Kearney, född 26 februari 1986, är en amerikansk freestyle-skidåkare i puckelpist från Norwich, Vermont. Hon är en olympisk guldmedaljör och en VM-mästare.